# Cassidina pulchra
Cassidina pulchra är en kräftdjursart som beskrevs av Charles Chilton 1924. Cassidina pulchra ingår i släktet Cassidina och familjen klotkräftor. Inga underarter finns listade i Catalogue of Life.